# Combat search and rescue

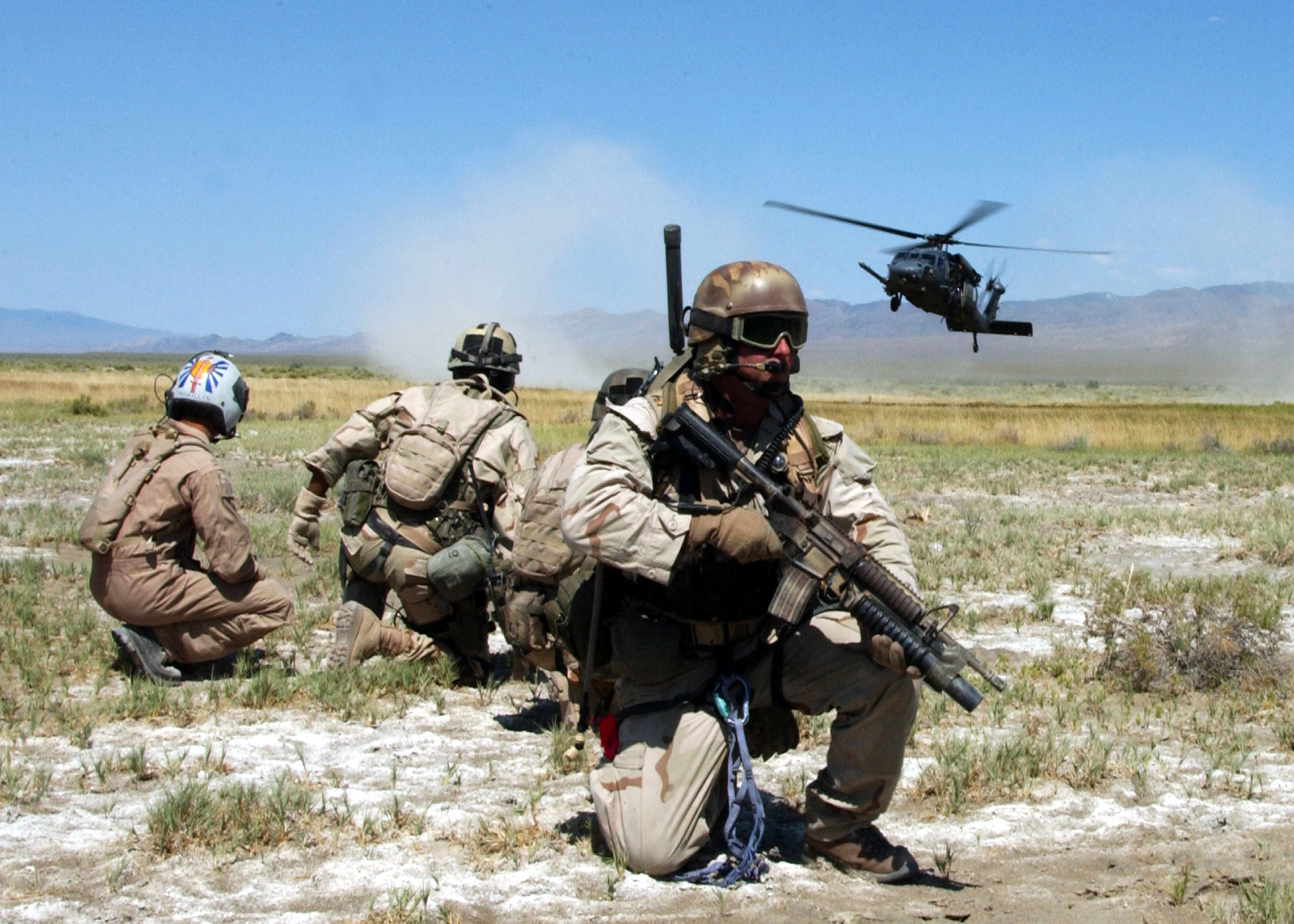
Un elicottero HH-60G Pave Hawk si avvicina per atterrare in un'esercitazione.

Il combat search and rescue (CSAR) consiste nelle attività di ricerca e soccorso svolte in tempo di guerra, all'interno o in prossimità di zone di combattimento.
Le operazioni di ricerca e soccorso vengono organizzate dalle forze armate alla stregua di operazioni militari, ricorrendo anche al combattimento se necessario.

## Definizione
Mentre le missioni di recupero del personale (personnal recovery) si riferiscono all'ampia gamma di operazioni e forze che forniscono il recupero del personale militare, sia che l'ambiente sia ostile o pacifico, il CSAR si riferisce a operazioni più specializzate in cui una persona isolata o più persone vengono recuperate da ambienti ostili, in genere con l'esistenza di minacce alla forza di recupero.
Una missione CSAR può essere compiuta da una task force/commando e comprendente elicotteri e/o aerei da attacco, aerocisterne ed un posto di comando aerotrasportato. 
L'HC-130 dell'USAF, introdotto nel 1965, ha incarnato tutti e due gli ultimi ruoli.

## Storia

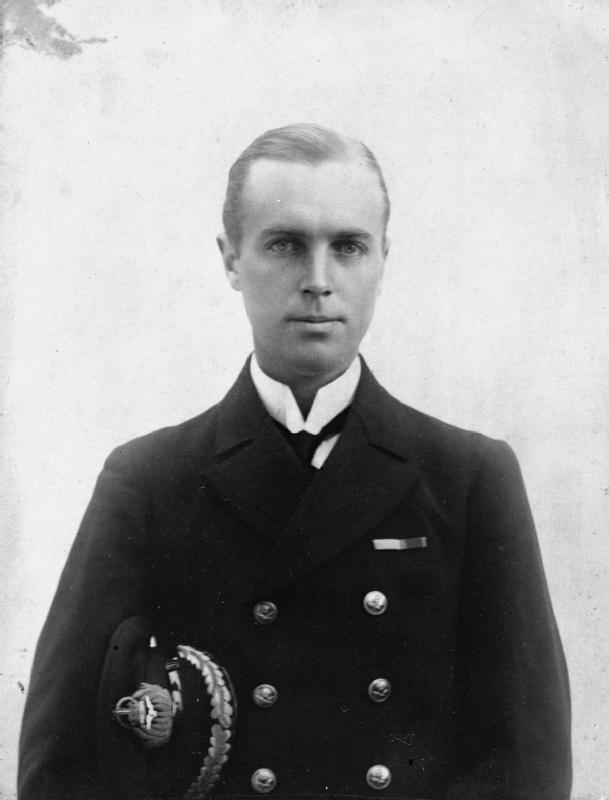
Richard Bell-Davies condusse la prima missione combat S&R con il suo aereo durante la prima guerra mondiale.

La Grande guerra funse da sfondo per lo sviluppo della prima dottrina combat search and rescue, specie nei più fluidi teatri di guerra dei Balcani e del Medio Oriente.
Nelle iniziali incerte fasi della Prima guerra mondiale fu costituita la Royal Navy Air Service Armoured Car Section e dotata di autovetture da turismo armate e corazzate per trovare e recuperare equipaggi aerei che erano stati costretti all'atterraggio.
Sempre in quel conflitto, già nel 1915 il comandante di squadriglia Richard Bell-Davies del Royal Naval Air Service britannico eseguì il primo combat search and rescue della storia con uso di aereo. Impiegò il suo aeroplano monoposto per soccorrere un suo commilitone che era stato abbattuto in Bulgaria. L'atto di conferimento della sua Victoria Cross recita "Il comandante di squadriglia Davies disceso a distanza di sicurezza dalla macchina in fiamme, prese il sottotenente Smylie, incurante del minaccioso approssimarsi di un drappello avversario, e fece ritorno all'aeroporto, un'impresa aviatoria quasi ineguagliabile per abilità e audacia". Al pari di altre iniziative di ricerca e soccorso avvenute in seguito, l'azione di Davies scaturiva dal fervente desiderio di preservare un compatriota dal subire la cattura o forse anche la morte per mano nemica.
Fu durante la Campagna della Mesopotamia che le forze britanniche e del relativo Commonwealth iniziarono ad usare simili tattiche su più ampia scala. Gli aviatori abbattuti nel territorio ostile beduino erano sovente individuati da formazioni aeree di ricerca e tratti in salvo.
Anche altre nazioni contribuirono allo sviluppo del moderno concetto CSAR. Durante la seconda guerra mondiale, l'organizzazione Seenotdienst della Luftwaffe adoperava idrovolanti mimetizzati in missioni di soccorso.

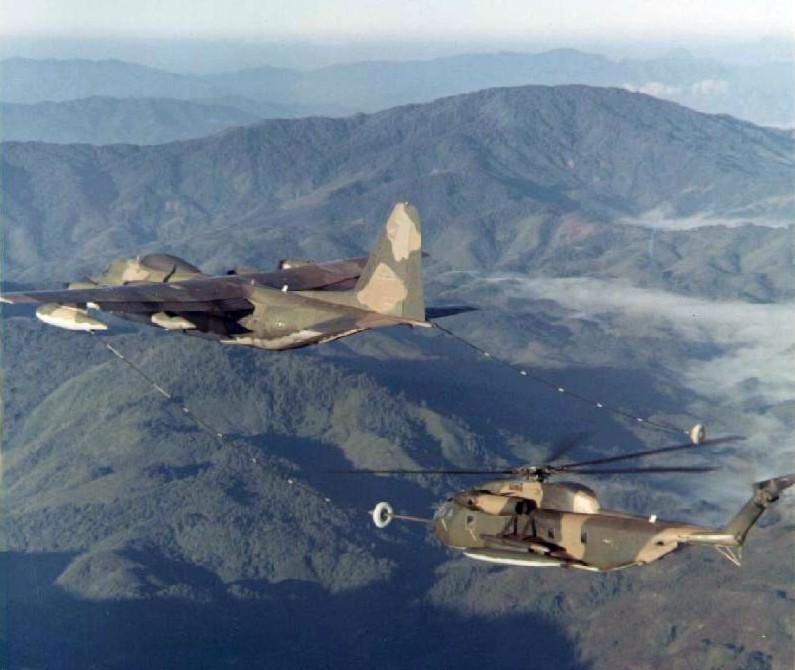
Un Sikorsky HH-53B viene rifornito in volo durante la Guerra del Vietnam.

Nella Prima guerra d'Indocina la dottoressa, paracadutista e pilota francese Valérie André fu antesignana della tattica MedEvac, un precursore di quel che oggi consideriamo CSAR, utilizzando elicotteri nelle zone di combattimento per recuperare (o talvolta curare) i soldati feriti.
Durante la Guerra del Vietnam il sanguinoso soccorso di Bat 21 Bravo portò le forze armate USA ad un nuovo approccio della ricerca e soccorso ad alto rischio. Riconobbero che se una missione SAR è destinata al fallimento, non deve neppure essere tentata e si devono considerare altre scelte, come operazioni speciali, tattiche diversive, o soluzioni creative confezionate su misura per la situazione. Avvertendo la necessità di un velivolo che potesse dispiegare un miglior supporto aereo ravvicinato, la US Air Force individuò l'A-7 Corsair, in origine un aereo leggero da attacco della US Navy, come sostituto del proprio A-1 Skyraider, nato inizialmente come cacciabombardiere navale da attacco imbarcato su portaerei. 

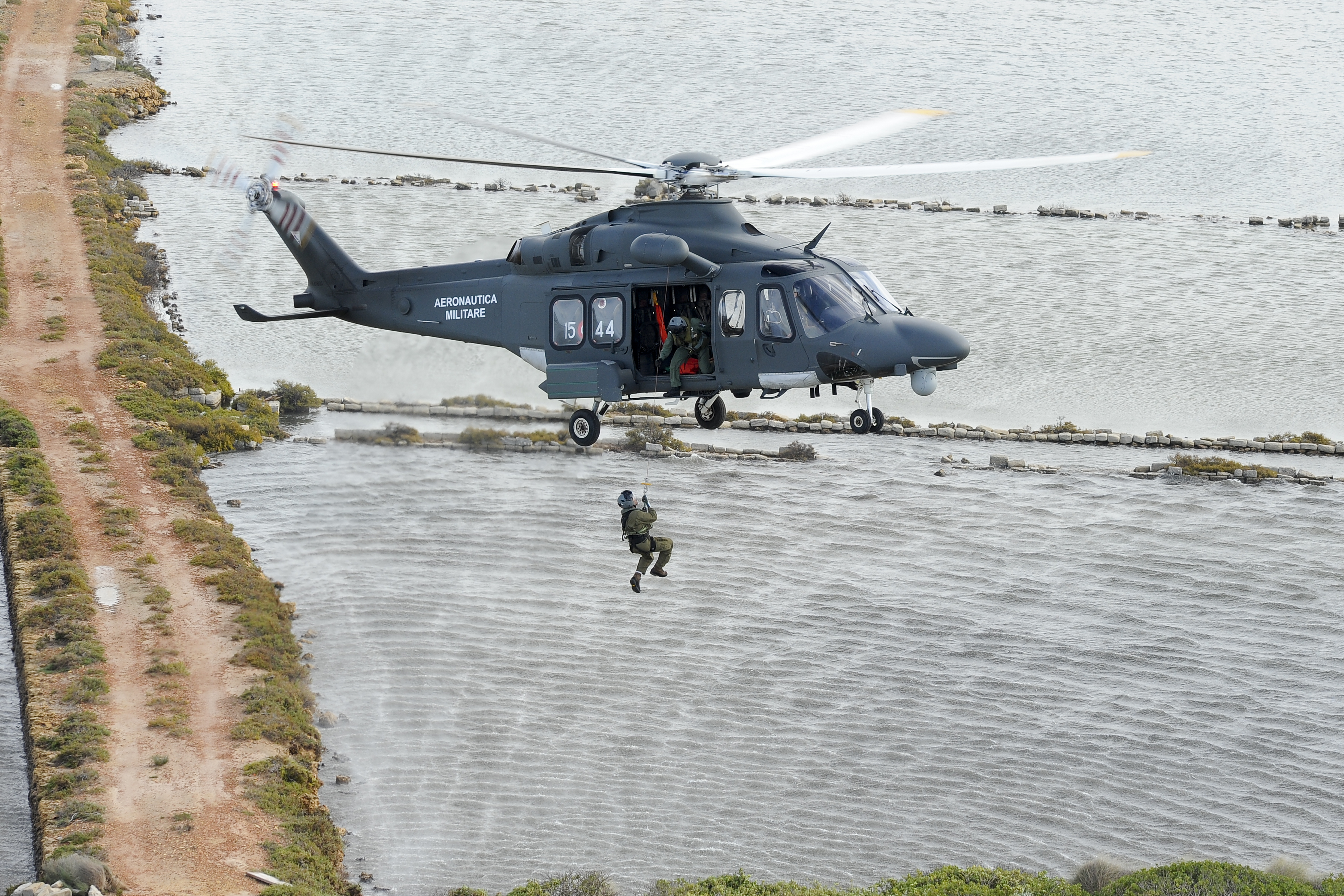
HH139 dell'82º Centro C/SAR durante le operazioni di recupero nel corso dell'esercitazione Trident della NATO

Per effetto dell'esperienza maturata nello CSAR in Vietnam, le forze armate USA migliorarono l'operatività notturna degli elicotteri e delle munizioni da interdizione di area (ADAM).
Durante la Guerra del Vietnam, le forze SAR USA salvarono 3 833 persone al prezzo della vita di 71 soccorritori, e della perdita di 45 aeromobili.
In Italia il compito è affidato al 15º Stormo dell'Aeronautica Militare, con 5 Centri CSAR e un Gruppo volo, su elicotteri, inquadrato nella 1ª Brigata Aerea Operazioni Speciali.
Specifici reparti, definiti "unità di supporto operativo per operazioni speciali" delle forze speciali italiani hanno anche compiti di CSAR nei teatri operativi.

## Missioni CSAR degne di nota

### Prima guerra mondiale
Il 21 aprile 1917, il capitano Richard Williams dell'Australian Flying Corps atterrò dietro le linee nemiche per salvare un commilitone abbattuto.

### Guerra del Vietnam
Nel 1972, nel corso della Guerra del Vietnam, il tenente colonnello Iceal Hambleton, un navigatore/specialista di guerra elettronica con esperienze di balistica missilistica e contromisure missilistiche, fu l'unico sopravvissuto all'abbattimento di un EB-66 durante l'Offensiva di Pasqua. Evitò di essere catturato dalle forze nordvietnamite fino al suo recupero avvenuto 11 giorni e mezzo più tardi. Durante l'operazione di soccorso, furono abbattuti altri cinque aerei militari statunitensi che appoggiavano l'azione CSAR, undici militari USA furono uccisi ed altri due fatti prigionieri. È stata definita la "più grande, più lunga e più complessa operazione di ricerca e salvataggio" durante la guerra del Vietnam.
È stato l'argomento di due libri e del film (largamente romanzato) Bat*21.

### Altre

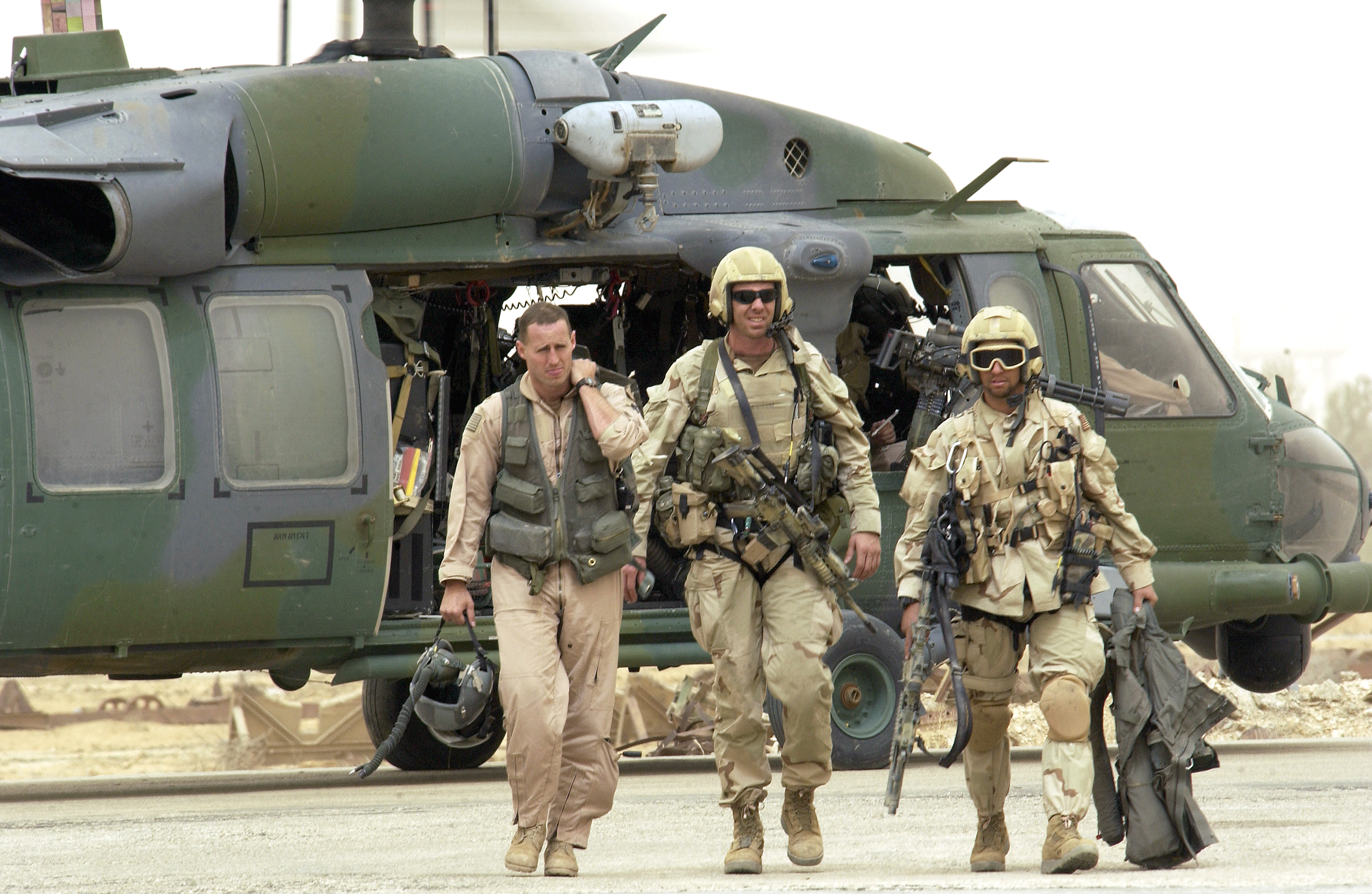
Pararescuemen rientrano con un pilota abbattuto da una missione riuscita nell'Iraq meridionale (2003).

Il 24th Special Tactics Squadron (USAF) fu coinvolto nella battaglia di Mogadiscio (1993). Timothy Wilkinson, un Pararescueman, fu insignito di Air Force Cross per le azioni eroiche compiute nella battaglia.
Nei momenti iniziali della Operazione Desert Storm l'equipaggio di un MH-53 Pave Low del 20th Special Operations Squadron recuperò il pilota di un F-14 Tomcat abbattuto nei cieli dell'Iraq.
Il 2 giugno 1995 un F-16C USAF fu abbattuto da un missile terra-aria SA-6 del Vojska Republike Srpske nei pressi di Mrkonjić Grad (Bosnia ed Erzegovina). Il pilota americano Scott O'Grady attivò l'espulsione di sicurezza e fu recuperato sei giorni dopo.
Nel 1999 componenti dell'unità United States Air Force Pararescue riuscirono a recuperare il pilota di un aereo da attacco "stealth" F-117 abbattuto sopra la Jugoslavia durante una missione a guida NATO. Il pilota fu ritrovato 6 ore dopo l'incidente.